# 白川村立白川小学校大牧分校
白川村立白川小学校大牧分校 （しらかわそんりつ　しらかわしょうがっこう　おおまきぶんこう）は、かつて岐阜県大野郡白川村に存在した公立小学校の分校。

## 概要
- 白川小学校[注釈 1]の分校であり、大牧地区に存在した。1955年時点の児童数は22名。1956年、大牧地区の中心地、及び大牧分校の校地が鳩谷ダム（大牧ダム）のダム湖に沈むことになり、廃校。校舎は移築され、白川小学校椿原分校校舎として使用された。

## 沿革
大牧分校（大牧分教場）として認可されたのは1929年。ここではそれ以前についても記述する。
- 1874年（明治7年） -大牧村に大牧学校が開校。野谷村、大牧村、大窪村、馬狩村の児童が通学する。
- 1875年（明治8年） - 芦倉村、有家ヶ原村、飯島村、牛首村、内ヶ戸村、大窪村、大牧村、尾神村、荻町村、加須良村、小白川村、木谷村、島村、椿原村、野谷村、鳩谷村、平瀬村、福島村、馬狩村、牧村、御母衣村が合併し、白川村が発足。
- 1890年（明治23年） - 大牧組簡易学校に改称する。
- 1892年（明治25年） - 白川村内の学校が統合され、白川尋常小学校が発足。大牧組簡易学校は廃校。
- 1904年（明治37年） - 大牧地区に白川尋常高等小学校大牧出張所を設置（未認可）。
- 1927年（昭和2年） - 大牧分教場に改称する。
- 1929年（昭和4年） - 正式認可される。
- 1941年（昭和16年）4月1日 - 白川国民学校大牧分教場に改称する。
- 1947年（昭和22年）4月1日 - 白川小中学校大牧分校となる。小学生のみの分校であった。
- 1952年（昭和27年） - 校舎を改築する。中学校の分校（白川中学校大牧分校）を併設する。
- 1956年（昭和31年）10月 - 廃校。